# Lightning Bolt (Band)
Lightning Bolt ist eine Avantgarde-Noise-Band aus Providence, Rhode Island in den USA.

## Geschichte
Gegründet wurde die Gruppe 1994 von Brian Chippendale (Schlagzeug) und Brian Gibson (Bass). Hisham Bharoocha (Gitarre, Gesang), der später bei Black Dice spielt, kam nach den ersten Auftritten hinzu. Brian Chippendale übernahm den Gesangspart, nachdem Bharoocha 1996 die Gruppe verlassen hatte. Brian Chippendale ist Mitgründer von Fort Thunder, einem verlassenen Kaufhaus, in dem sich Anfang der 1990er Jahre eine große Anzahl Künstler der Region niederließen. Neben der Gruppe Talking Heads ist Lightning Bolt wahrscheinlich die bekannteste Gruppe aus Rhode Island.

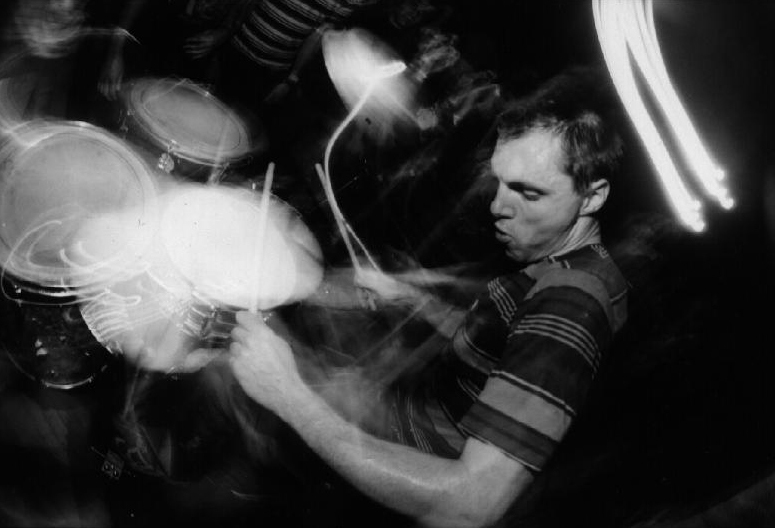
Brian Chippendale

Brian Chippendale ist neben Lightning Bolt in der Band Mindflayer aktiv. Ebenso betreibt er ein Soloprojekt unter dem Namen Black Pus. Chippendale ist außerdem ein produktiver Comiczeichner mit zahlreichen Veröffentlichungen, etwa Maggots oder If'n'Oof.

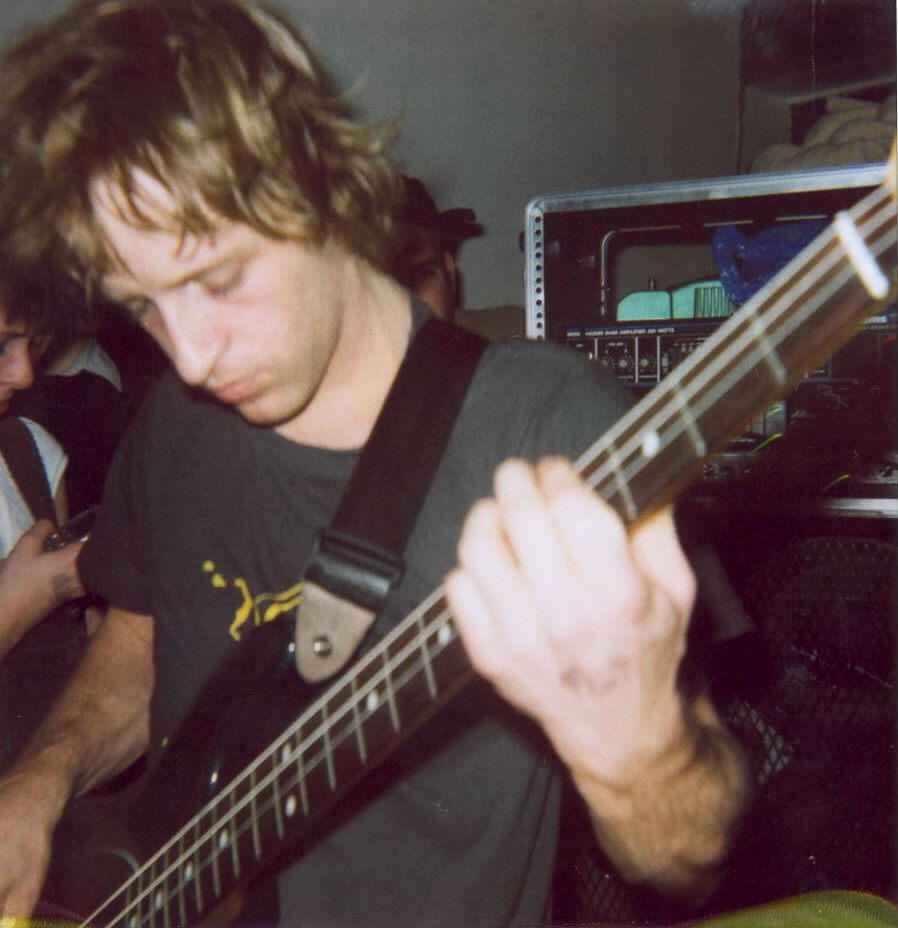
Brian Gibson

Brian Gibson ist neben seiner musikalischen Karriere in der Band als Entwickler von Computerspielen aktiv.

## Stil
Der Sound der Band ist beeinflusst von japanischen Noise-Rock-Bands, etwa Boredoms oder The Ruins, auch Sun Ra wird als Einfluss genannt. Der Sound der Band ist durch vielfältige Verzerrungen sehr eigenständig und signifikant. Schlagzeuger Brian Chippendale etwa spielt sehr schnell auf seinem Instrument. Er klebt daher bei den Auftritten sein Gesangsmikrofon im Mund fest; das entstehende Mikrosignal wird danach noch durch mehrere Effektgeräte geschickt. Brian Gibsons Instrument ist zwar ein normaler elektrischer Bass, aber er ist wie ein klassisches Cello gestimmt. Zusätzlich ist anstelle einer der vier Bass-Saiten eine Banjo-Saite aufgezogen. Weitere Effektgeräte sorgen auch hier für einen prägnanten Sound. Trotz der scheinbar einfachen Konstellation aus Bass und Schlagzeug erzeugen die beiden Musiker ein wegweisendes Soundspektrum.
Typischerweise tritt die Band nicht auf einer Bühne auf, sondern inmitten des Publikums. Das führt zusammen mit dem fordernden Sound zu einem sehr intensiven Live-Erlebnis.

## Diskografie

### Alben
- 1999: Lightning Bolt
- 2001: Ride the Skies
- 2003: Wonderful Rainbow
- 2005: Hypermagic Mountain
- 2009: Earthly Delights
- 2012: Oblivion Hunter
- 2015: Fantasy Empire
- 2019: Sonic Citadel

### Singles
- 1997: Split (with Forcefield)
- 2000: Conan

### DVD / Video
- 2002: The Power of Salad and Milkshakes
- 2004: Pick a Winner (Kompilation)

### Kompilationen
- 1996: Repopulation Program (Load)
- 1999: Fruited Other Surfaces (Vermiform)
- 1999: You're Soaking in It (Load)
- 2000: Bad Music for Bad People (Trash Art)
- 2000: Mish Mash Mush Mega Mix
- 2001: U.S. Pop Life Vol. 7: Random Access Music Machine
- 2001: KFJC Live from the Devil's Triangle Vol. III
- 2001: Real Slow Radio (Compilation, Fort Thunder)
- 2002: U.S. Pop Life Vol. 12: Random Slice of Life at Ft. Thunder – Bands Who Played At
- 2005: A Benefit for Our Friends (DMBQ Tribute CD) (No label)